# Wakaresaseya
Wakaresaseya (Japans: 別れさせ屋) is een Japans woord dat echtbreker betekent en is een verzamelnaam voor obscure Japanse bedrijven die zich specialiseren in het verleiden van een persoon door een professionele verleider. De diensten worden gebruikt om een huwelijkspartner tot overspel te verleiden met als doel het bewijsmateriaal te gebruiken voor de rechtbank in een echtscheidingszaak om zo een voordelige uitkomst te bekomen. De diensten worden eveneens gebruikt door echtgenotes om de maîtresse van hun echtgenoot te laten betrappen in een poging de buitenechtelijke relatie te breken of door ouders die een relatie of huwelijk van hun kind willen verhinderen door de partner van hun kind te compromitteren.
Het fenomeen kreeg in 2010 internationale aandacht toen een Japanse man werd veroordeeld voor moord nadat hij als professionele verleider verliefd was geworden op zijn slachtoffer en de relatie wilde voortzetten. Toen het slachtoffer de relatie wilde verbreken, vermoordde hij haar.